# Otoniela duovizinhensis
Espèce
Otoniela duovizinhensis est une espèce d'araignées aranéomorphes de la famille des Anyphaenidae.

## Distribution
Cette espèce se rencontre au Brésil dans les États du Paraná, de São Paulo et du Mato Grosso et en Argentine dans la province de Misiones,.

## Description
Le mâle holotype mesure 4,5 mm et la femelle paratype 4,25 mm, les mâles mesurent de 3,8 à 4,5 mm et les femelles de 4,25 à 4,5 mm.

## Systématique et taxinomie
Cette espèce a été décrite par Oliveira, Alvarenga et Brescovit en 2023.

## Étymologie
Son nom d'espèce, composé de duovizinh[os] et du suffixe latin -ensis, « qui vit dans, qui habite », lui a été donné en référence au lieu de sa découverte, Dois Vizinhos.

## Publication originale
- Oliveira, Alvarenga & Brescovit, 2023 : « On the Neotropical spider genus Otoniela Brescovit, 1997 (Araneae: Anyphaenidae, Anyphaeninae), with the description of six new species. » Zootaxa, no 5383(1), p. 1-23.